# Myelaphus dispar
Myelaphus dispar là một loài ruồi trong họ Asilidae. Myelaphus dispar được Loew miêu tả năm 1873. Loài này phân bố ở vùng Cổ Bắc giới và châu Á.